# 악순환
악순환 ( 영어: vicious circle ) 은 연쇄적 사건들이 피드백을 통해서 강화되어 해로운 결과를 가져을 뜻한다.  단기적으로 사회적, 경제적, 생태적등으로 균형에 이를 수 없다.  가장 흔한 예로 경제학에서의 초인플레이션을 들 수 있다.  이와 반대되는 말로 선순환 ( virtuous circle ) 이 있다.   

## 같이 보기
- 연쇄반응
- 가난의 대물림
- 닫힌 시간꼴 곡선
- 양성 피드백
- 자기실현적 예언
- 침묵의 나선
- 의도하지 않은 결과